# توماس سميث (سياسي أسترالي)
توماس سميث (بالإنجليزية: Thomas Smith)‏ هو سياسي أسترالي، ولد في 1846، وتوفي في 5 أغسطس 1925. حزبياً، نشط في حزب العمال الأسترالي. وقد انتخب عضو الجمعية التشريعية فيكتوريا.